# Гречкін Олексій Олександрович
Олексі́й Олекса́ндрович Гре́чкін (рос. Алексей Александрович Гречкин; 26 березня 1893 — 30 серпня 1964) — радянський воєначальник, генерал-лейтенант (1943).

## Життєпис
Народився в селі Карпенок (Карпенка) Новоузенського повіту Самарської губернії Російської імперії. Росіянин. Після закінчення у 1910 році учительської школи в селі Дьяковка того ж повіту, вчителював.
У 1914 році мобілізований до Російської імператорської армії і зарахований до запасного батальйону лейб-гвардії Ізмайловського полку. Наприкінці травня 1915 року направлений на навчання до 3-ї Петроградської школи прапорщиків.
Учасник Першої світової війни з серпня 1915 року. Воював у складі 228-го піхотного Задонського полку 57-ї піхотної дивізії на Західному, Румунському і Південно-Західному фронтах. Командував ротою, батальйоном. У 1917 році обраний членом полкового комітету. Після демобілізації знову вчителював.
У серпні 1918 року добровільно вступив до лав РСЧА і був призначений помічником комісара штабу Донської радянської республіки. Учасник Громадянської війни в Росії на Південному фронті: командир батальйону, начальник оборони Моршанського повіту, командир запасного полку 9-ї Кубанської армії.
Після закінчення війни командував полком, дивізійною школою, Ростовським окремим караульним батальйоном. У 1926 році закінчив Стрілецько-тактичні курси удосконалення командного складу РСЧА «Постріл» імені Комінтерна і призначений командиром 9-го Туркестанського стрілецького полку 3-ї Туркестанської стрілецької дивізії Середньоазійського військового округу. На цій посаді в квітні — липні 1931 року брав участь у боях з басмачами Ібрагим-бека.
З січня 1932 року — помічник командира, а з липня 1935 року — командир 15-ї Сиваської стрілецької дивізії, комбриг (26.11.1935).
З березня 1936 року — начальник відділу військової підготовки Київського військового округу. Член ВКП(б) з 1938 року. У 1939 році закінчив Курси удосконалення вищого начальницького складу при Військовій академії Генштабу РСЧА. У вересні того ж року брав участь у вторгненні СРСР до Польщі.
З початком радянсько-фінської війни 1939—1940 років, за розпорядженням начальника Управління кадрів РСЧА Ю. О. Щаденка, О. О. Гречкін сформував і очолив 1-шу дивізію Фінської народної армії, брав разом з нею участь у боях на Карельському перешийку та при взятті Виборга, генерал-майор (04.06.1940).
Після завершення бойових дій у липні 1940 року призначений помічником командувача військами Північно-Кавказького військового округу (ПКВО) з навчальних закладів.
З початком німецько-радянської війни, перебуваючи на вищеозначеній посаді, керував роботами зі створення Міусського рубежу оборони, оборонних обводів довкола Ростова-на-Дону. З 3 серпня по 4 вересня виконував обов'язки командувача військами ПКВО. З жовтня 1941 року — командувач оперативною групою 56-ї окремої армії Південного фронту; з червня 1942 року — заступник командувача 24-ю армією; з серпня 1942 року — командир 318-ї стрілецької дивізії; з грудня 1942 року — командир 16-го стрілецького корпусу; у лютому 1943 року командував десантною групою військ 18-ї армії Закавказького фронту; з червня 1943 року — командувач 9-ю армією Північно-Кавказького фронту, генерал-лейтенант (10.1943). З листопада 1943 року — командувач 28-ю армією 4-го Українського, а згодом — 3-го Українського фронтів. Брав участь у боях зі звільнення Півдня України.
У травні 1944 року призначений заступником командувача військами 3-го Прибалтійського фронту. Після розформування фронту в жовтні 1944 року направлений у розпорядження ГУК НКО, а з квітня 1945 року знаходився в розпорядженні Військової ради 1-го Українського фронту. Наприкінці війни був призначений командиром 48-го стрілецького корпусу 1-го Українського фронту.
Після завершення війни генерал-лейтенант О. О. Гречкін продовжував командувати 48-м стрілецьким корпусом у Львівському військовому окрузі. З травня 1946 року — командир 73-го Сілезького стрілецького корпусу в Прикарпатському військовому окрузі.
З жовтня 1946 року — помічник начальника з тактичної підготовки Вищих стрілецько-тактичних курсів Удосконалення командного складу піхоти «Постріл» імені Б. М. Шапошникова. З лютого 1951 року — начальник спеціального факультету прискореної підготовки Військового інституту іноземних мов. У червні 1954 року вийшов у відставку.
Мешкав у Москві, де й помер. Похований в колумбарії Новодівочого цвинтаря.

## Нагороди
Нагороджений орденом Леніна (21.02.1945), п'ятьма орденами Червоного Прапора (16.11.1932, 13.12.1942, 05.08.1944, 03.11.1944, 1948), орденами Кутузова 1-го ступеня (09.10.1943), Богдана Хмельницького 1-го ступеня (19.03.1944), Суворова 2-го ступеня (25.05.1945) і медалями.